# Rocher Blanc
Le rocher Blanc est le troisième sommet le plus haut de la chaîne de Belledonne avec 2 928 mètres d'altitude. Il domine de deux mètres la très courue Croix de Belledonne.
Situé dans l'Isère, il domine les lacs des Sept-Laux. Son ascension se fait relativement facilement en randonnée ou en ski de randonnée, soit par la Combe Madame, soit par les lacs des Sept-Laux et le col de l'Amiante, soit depuis les chalets du Rieu Claret sur la route du col du Glandon.